# Evolvulus
Evolvulus (hrv. evolvulus; lat. Evolvulus) je rod slakovki smješten u tribus Cresseae, dio potporodice  Convolvuloideae. Sastoji se od 109 vrsta polugrmova rasprostranjenih po suptropskim i tropskim krajevima Azije, obje Amerike, Afrike i Australije, u Europi nema predstavnika. 
Rod je opisan u Species Plantarum, Editio Secunda 1: 391. 1762.

## Vrste
1. Evolvulus alopecuroides Mart.
2. Evolvulus alsinoides (L.) L.
3. Evolvulus altissimus C. V. da Silva & Sim.-Bianch.
4. Evolvulus anagalloides Meisn.
5. Evolvulus antillanus D. A. Powell
6. Evolvulus arbuscula Poir.
7. Evolvulus arenarius R. T. Harms
8. Evolvulus argyreus Choisy
9. Evolvulus arizonicus A. Gray
10. Evolvulus aureus D. Santos & Buril
11. Evolvulus aurigenius Mart.
12. Evolvulus barbatus Meisn.
13. Evolvulus bogotensis Ooststr.
14. Evolvulus boliviensis Ooststr.
15. Evolvulus boninensis Maek. & Tuyama
16. Evolvulus bracei House
17. Evolvulus brevifolius (Meisn.) Ooststr.
18. Evolvulus cardiophyllus Schltdl.
19. Evolvulus chamaepitys Mart.
20. Evolvulus chapadensis Glaz.
21. Evolvulus choapanus A. Mc Donald
22. Evolvulus chrysotrichos Meisn.
23. Evolvulus comosus Ooststr.
24. Evolvulus convolvuloides (Willd. ex Schult.) Stearn
25. Evolvulus cordatus Moric.
26. Evolvulus corumbaensis Hoehne
27. Evolvulus cressoides Mart.
28. Evolvulus daphnoides Moric.
29. Evolvulus delicatus C. V. da Silva & Sim.-Bianch.
30. Evolvulus diosmoides Mart.
31. Evolvulus discolor Benth.
32. Evolvulus echioides Moric.
33. Evolvulus elaeagnifolius Dammer
34. Evolvulus elegans Moric.
35. Evolvulus ericifolius Mart. ex Schrank
36. Evolvulus fieldii Ooststr.
37. Evolvulus filipes Mart.
38. Evolvulus flavus A.N.T.Bandeira, Buril & J.I.M.Melo
39. Evolvulus flexuosus Helwig
40. Evolvulus frankenioides Moric.
41. Evolvulus fuscus Meisn.
42. Evolvulus genistoides Ooststr.
43. Evolvulus glaziovii Dammer
44. Evolvulus glomeratus Nees & Mart.
45. Evolvulus gnaphaloides Moric.
46. Evolvulus goyazensis Dammer
47. Evolvulus grisebachii Peter
48. Evolvulus gypsophiloides Moric.
49. Evolvulus hallieri Ooststr.
50. Evolvulus harleyi C.V.da Silva & Sim.-Bianch.
51. Evolvulus hasslerianus Chodat
52. Evolvulus helianthemifolius (Poir.) A. Lourteig
53. Evolvulus helichrysoides Moric.
54. Evolvulus herrerae Ooststr.
55. Evolvulus hypocrateriflorus Dammer
56. Evolvulus incanus Pers.
57. Evolvulus jacobinus Moric.
58. Evolvulus kramerioides Mart.
59. Evolvulus lagopodioides Meisn.
60. Evolvulus lagopus Mart.
61. Evolvulus lanatus Helwig
62. Evolvulus latifolius Ker Gawl.
63. Evolvulus linarioides Meisn.
64. Evolvulus linoides Moric.
65. Evolvulus lithospermoides Mart.
66. Evolvulus longipedicellatus D. Santos & Buril
67. Evolvulus luetzelburgii Helwig
68. Evolvulus macroblepharis Mart.
69. Evolvulus magnus Helwig
70. Evolvulus maximiliani Mart. ex Choisy
71. Evolvulus minimus Ooststr.
72. Evolvulus niveus Mart.
73. Evolvulus nummularius (L.) L.
74. Evolvulus nuttallianus Roem. & Schult.
75. Evolvulus ovatus Fernald
76. Evolvulus palmeri House
77. Evolvulus paniculatus (Kunth) Spreng.
78. Evolvulus passerinoides Meisn.
79. Evolvulus peruvianus Helwig
80. Evolvulus phyllanthoides Moric.
81. Evolvulus piurensis Ooststr.
82. Evolvulus pohlii Meisn.
83. Evolvulus prostratus B. L. Rob.
84. Evolvulus pterocaulon Moric.
85. Evolvulus pterygophyllus Mart.
86. Evolvulus purpusii Ooststr.
87. Evolvulus pusillus Choisy
88. Evolvulus rariflorus (Meisn.) Ooststr.
89. Evolvulus riedelii Meisn.
90. Evolvulus rotundifolius (S. Watson) Hallier fil.
91. Evolvulus rufus A. St.-Hil.
92. Evolvulus saxatilis D. Santos & Buril
93. Evolvulus saxifragus Mart.
94. Evolvulus scoparioides Mart.
95. Evolvulus sericeus Sw.
96. Evolvulus serpylloides Meisn.
97. Evolvulus siliceus Britton & P. Wilson
98. Evolvulus simplex Andersson
99. Evolvulus speciosus Moric.
100. Evolvulus squamosus Britton
101. Evolvulus stellariifolius Ooststr.
102. Evolvulus tenuis Mart. ex Choisy
103. Evolvulus thymiflorus Choisy
104. Evolvulus tomentosus (Meisn.) Ooststr.
105. Evolvulus veadeirensis D. Santos & C. Amorim
106. Evolvulus villosissimus Ooststr.
107. Evolvulus villosus Ruiz & Pav.
108. Evolvulus vimineus Ooststr.
109. Evolvulus weberbaueri Helwig

## Sinonimi
- Camdenia Scop.; Intr. Hist. Nat.: 190 (1777)
- Cladostyles Bonpl.; H. B. K., Pl. Aequinoct. 1: 202 (1808)
- Ditereia Raf.; Fl. Tellur. 4: 84 (1838)
- Leucomalla Phil.; Anales Univ. Chile 36: 189 (1870)
- Meriana Vell.; Fl. Flumin.: 128 (1829)
- Tussacia Willd. ex Schult. & Schult.f.; Roem. & Schult., Syst. Veg. ed. 15[bis]. 7(1): x (1829), nom. illeg.
- Vistnu Adans.; Fam. 2: 245 (1763)
- Volvulopsis Roberty; Candollea 14: 28 (1952)